# Ólavskirkjan
Ólavskirkjan (Olofskyrkan) är en kyrkobyggnad belägen i Kirkjubøur, Färöarna. Kyrkan var ursprungligen tillägnad jungfru Maria, men senare till Olof den helige. Olofskyrkan är även Färöarnas äldsta kyrka som ännu används och var Färöarnas domkyrka under den romersk-katolska tiden.

## Byggnaden
Byggnaden uppfördes under 1200-talet, är 21,8 meter lång och 7,5 meter bred. Tornet uppfördes 1855. Kyrkan blev ombyggd 1874 och mycket av den ursprungliga prägeln försvann. Det var V. U. Hammershaimb och Hannes Finsen (Niels Finsens far och länsman på Färöarna), som såg till att stolsgavlarna från Kirkjubøur tillsammans med andra klenoder hamnade på Nationalmuseet i Köpenhamn. 2002 gavs denna skatt tillbaka till Färöarna och kan nu ses på Färöarnas nationalmuseum.

## Interiör
Altartavlan är målad av Sámal Joensen-Mikines.